# هانس دونر
هانس دونر (بالألمانية: Hans Donner)‏ (و. 1948  م) هو مصمم، وفنان، ومصمم جرافيك من النمسا، والبرازيل، وألمانيا، ولد في فوبرتال.